# Битва при Ас-Сафра
Битва при Ас-Сафра — сражение в ходе Османо-саудовской войны (1811—1818), произошедшее в декабре 1811 года.

## Предыстория
Османо-саудовская война началась летом 1811 года. После захвата порта Янбо и соединение морской и сухопутной частей египетской армии командующий египетской армии Тусун-паша начал наступление на Медину и Мекку. Сауд ибн Абдул-Азиз собрал свои силы и отправил их в Хиджаз во главе со своим старшим сыном Абдаллахом. 18-тысячное войско ваххабитов заняло позиции у вади ас-Сафра, на полпути между Янбу и Мединой. В декабре 1811 года у селений Ман-залат Ас-Сафра и Джадида египетская армия была неожиданно атакована армией Саудидов.

## Ход сражения
Армия Тусан-паши преследуя бедуинов племени Харб зашла в узкий горный проход у Вади Сафра где была застигнута врасплох 18-тысячной армией Саудидов. Египетская армия, насчитывавшая 8 тыс. человек после небольшой стычки обратилась бегство. Личная храбрость Тусуна-паши не спасла положения, и его войско в панике бежало, потеряв более половины солдат.
Место того, чтобы проследовать бегущих египтян армия Саудидов занялась разграблением египетского обоза. Это спасло египетскую армию от полного уничтожения, и остатки войск Тусуна-паши добрались до Янбо. Абдуллах ибн Сауд не стал атаковать город это позволило сохранить египтянам важный плацдарм в Аравии.

## Последствия
Египетская армия обращена в бегство и отступила в Янбо. Однако ваххабиты не развили успех, и порт остался в руках египтян. Ваххабиты не развили свой успех и не добили отступающие отряды египетской армии. Это позволило египтянам перегруппироваться и получить подкрепление по морю. В 1812 году египетские войска при поддержке враждебных ваххабитам бедуинских племен перешли в наступление, в результате которого в ноябре 1812 года была взята Медина, а в январе 1813 года в результате побед под Джиддой и Меккой — Мекка, оазис Таиф и ключевой порт Джидда, через который начали поступать подкрепления. В результате этого был достигнут перелом и египетские войска перешили в наступление. Фактически Саудиды упустили свой шанс одержать верх в этой войне, что впоследствии привело к гибели их государства.